# Rosalie Crutchley
Rosalie Crutchley (Londra, 4 gennaio 1920 – Londra, 28 luglio 1997) è stata un'attrice britannica.

## Biografia
Formatasi alla Royal Academy of Music, Rosalie Crutchley è nota per essere stata interprete in varie serie televisive ma ha avuto anche una lunga carriera teatrale e cinematografica di successo: il suo debutto teatrale è stato nel 1932 e quello cinematografico nel 1947 con il film Prendi la mia vita. Nella sua carriera teatrale ha spesso rappresentato personaggi sinistri e loschi, ma anche molti ruoli classici come Giulietta in Romeo e Giulietta. Nel 1951 recitò nel kolossal Quo Vadis, nel ruolo della liberta Atte, al fianco di Peter Ustinov.

## Vita privata
L'attrice si sposò due volte, la prima volta con l'attore Dan Cunningham nel 1939 e la seconda con Peter Ashmore nel 1946. Entrambi i matrimoni finirono col divorzio. Dal secondo marito ebbe due figli: il fisico Jonathan Ashmore e la fotografa teatrale Catherine Ashmore.

## Filmografia parziale

### Cinema
- Prendi la mia vita (Take My Life), regia di Ronald Neame (1947)
- Cristo fra i muratori (Give Us This Day) regia di Edward Dmytryk (1949)
- Prelude to Fame, regia di Fergus McDonell (1950)
- The Lady with a Lamp, regia di Herbert Wilcox (1951)
- Quo vadis, regia di Mervyn LeRoy (1951)
- Una storia di guerra (Malta Story), regia di Brian Desmond Hurst (1953)
- La spada e la rosa (The Sword and the Rose), regia di Ken Annakin (1953)
- La fiamma e la carne (Flame and the Flesh), regia di Richard Brooks (1954)
- Make me an Offer, regia di Cyril Frankel (1955)
- La gente gamma (The Gamma People), regia di John Gilling (1956)
- Il giardiniere spagnolo (The Spanish Gardener), regia di Philip Leacock (1956)
- Avventura a Soho (Miracle in Soho), regia di Julian Amyes (1957)
- No Time for Tears, regia di Cyril Frankel (1957)
- La casbah di Marsiglia (Seven Thunders), regia di Hugo Fregonese (1957)
- Verso la città del terrore (A Tale of Two Cities), regia di Ralph Thomas (1958)
- Sentenza che scotta (Beyond This Place), regia di Jack Cardiff (1959)
- La storia di una monaca (The Nun's Story), regia di Fred Zinnemann (1959)
- Figli e amanti (Sons and Lovers), regia di Jack Cardiff (1961)
- Eri tu l'amore (No Love for Johnnie), regia di Ralph Thomas (1961)
- Bobby il cucciolo di Edimburgo (Greyfriars Bobby: The True Story of a Dog), regia di Don Chaffey (1961)
- Freud - Passioni segrete (Freud), regia di John Huston (1962)
- Gli invasati (The Haunting), regia di Robert Wise (1963)
- Così bella, così sola, così morta (Girl in the Headlines), regia di Michael Truman (1963)
- ...e venne il giorno della vendetta (Behold a Pale Horse), regia di Fred Zinnemann (1964)
- Cime tempestose (Wuthering Heights), regia di Robert Fuest (1970)
- Exorcismus - Cleo, la dea dell'amore (Blood from the Mummy's Tomb), regia di Seth Holt (1971)
- La lotta del sesso 6 milioni di anni fa (Creatures the World Forgot), regia di Don Chaffey (1971)
- Chi giace nella culla della zia Ruth? (Whoever Slew Auntie Roo?), regia di Curtis Harrington (1971)
- Le femmine sono nate per fare l'amore (Au Pair Girls), regia di Val Guest (1972)
- L'uomo della Mancha (Man of La Mancha), regia di Arthur Hiller (1972)
- La maledizione (And Now the Screaming Starts!), regia di Roy Ward Baker (1973)
- La casa degli orrori nel parco (The House in Nightmare Park), regia di Peter Sykes (1973)
- La perdizione (Mahler), regia di Ken Russell (1974)
- Il messaggio (The Message) regia di Mustafa Akkad (1976)
- La fortezza (The Keep), regia di Michael Mann (1983)
- Memed My Hawk, regia di Peter Ustinov (1984)
- Eleni, regia di Peter Yates (1985)
- Monsignor Quixote, regia di Rodney Bennett (1987)
- Little Dorrit, regia di Christine Edzard (1988)
- Un mondo a parte (A World Apart), regia di Chris Menges (1988)
- God on the Rocks, regia di Ross Cramer (1990) - film TV
- The Fool, regia di Christine Edzard (1990)
- A Pin for a Butterfly, regia di Hannah Kodichek (1993)
- Quattro matrimoni e un funerale (Four Weddings and a Funeral), regia di Mike Newell (1994)
- Saint-Ex, regia di Anand Tucker (1996)

### Televisione
- Colonnello March (Colonel March of Scotland Yard) – serie TV, episodio 1x10 (1956)
- Assignment Foreign Legion – serie TV, episodio 1x10 (1956)
- Miss Marple (Agatha Christie's Marple) – serie TV, episodio 1x05 (1986)
- L'ispettore Barnaby (Midsomer Murders) – serie TV, episodio 1x01 (1997)

## Doppiatrici italiane
- Franca Dominici in Verso la città del terrore, Freud - Passioni segrete
- Adriana Parrella in Quo vadis
- Tina Lattanzi in La spada e la rosa
- Micaela Giustiniani in La storia di una monaca
- Flaminia Jandolo in Chi giace nella culla della zia Ruth?
- Wanda Tettoni in Quattro matrimoni e un funerale